# کوه‌نشین: بازی پایانی
کوه‌نشین: بازی پایانی (انگلیسی: Highlander: Endgame) که در ایران با عنوان کوه نشین: پایان بازی یا کوه نشین: آخر بازی منتشر شده‌است، یک فیلم فانتزی و اکشن است که در سپتامبر ۲۰۰۰ منتشر شد.
این فیم چهارمین فیلم در فرانچایز کوه نشین است و دنباله‌ای است بر فیلم نخست، کوه نشین و سریال تلویزیونی کوه نشین.
کشتی کچ کار معروف اِج، یک نقش فرعی و کوتاه در این فیلم ایفا کرد.

## دوبله و پخش در ایران
این فیلم و سه قسمت پیشین آن توسط مؤسسه قرن ۲۱ در اوایل دهه ۱۳۸۰ دوبله و روانه بازار شدند.

### عوامل دوبله
- سعید مظفری، مدیر دوبلاژ و گوینده نقش «دانسن مک‌لود» (آدریان پل)
- بهرام زند - کانر مک‌لود (کریستوفر لمبرت)

## داستان
فیلم روایت‌گر اتحاد دانسن مکلود، کاراکتر اصلی سریال تلویزیونی، با کانر مکلود، کاراکتر اصلی فیلم‌های این فرانچایز، علیه یک دشمن جدید و بسیار قدرتمند به نام «جیکوب کِل» است.
در سال ۱۵۵۵، کانر مکلود به خانه پدریش در گلنفینان، اسکات‌لند بازمی‌گردد تا مادرش را از اعدام شدن به جرم و اتهام جادوگری توسط دوست قدیمی خود و کشیش فعلی روستا، جیکوب کِل نجات دهد، ...

## بازیگران
- آدریان پل
- کریستوفر لمبرت
- بروس پین
- لیزا باربوسکیا
- دانی ین
- پیتر وینگفیلد
- جیم بیرنز
- اج
- بیتی ادنی
- دیمون دش
- دان داگلاس
- شیلا گیش
- شارمین می